# Н
Н, н (cursiva Н, н) es una letra del alfabeto cirílico, siendo la decimoquinta del alfabeto ruso.
Tiene la forma de una H del alfabeto latino, pero representa el sonido de una N, aunque después de una vocal blanda, tiene un sonido parecido a la Ñ del español.
En sus trazos formales, es idéntica a la H latina, pero su creación fue inspirada, al igual que muchas otras letras cirílicas, en una letra del alfabeto griego, la Ν.

## Tabla de códigos
| Codificación de caracteres | Tipo      | Decimal | Hexadecimal | Octal  | Binario             |
| -------------------------- | --------- | ------- | ----------- | ------ | ------------------- |
| Unicode                    | Mayúscula | 1053    | 041D        | 002035 | 0000 0100 0001 1101 |
| Unicode                    | Minúscula | 1085    | 043D        | 002075 | 0000 0100 0011 1101 |
| ISO 8859-5                 | Mayúscula | 189     | BD          | 275    | 1011 1101           |
| ISO 8859-5                 | Minúscula | 221     | DD          | 335    | 1101 1101           |
| KOI 8                      | Mayúscula | 238     | EE          | 356    | 1110 1110           |
| KOI 8                      | Minúscula | 206     | CE          | 316    | 1100 1110           |
| Windows 1251               | Mayúscula | 205     | CD          | 315    | 1100 1101           |
| Windows 1251               | Minúscula | 237     | ED          | 355    | 1110 1101           |
Sus códigos HTML son: &#1053; o &#x41D; para la minúscula y &#1085; o &#x43D; para la minúscula.